# ثنائي هيدرو البيريدين
ثنائي هيدرو البيريدين هو مركب كيميائي ينتج من الهدرجة الجزيئية لمركب البيريدين، ويمكن أن توجد ثلاثة صيغ تفصيلية (متماكبات) لهذا المركب، وهي إما 2,1-ثنائي هيدرو البيريدين، أو 4,1-ثنائي هيدرو البيريدين، أو 5,2-ثنائي هيدرو البيريدين.

## التحضير
تحضّر مركبات ثنائي هيدرو البيريدين من اختزال البيريدين باستخدام هيدريد ألومنيوم الليثيوم، حيث تعطي العملية مزيج من 4,1-ثنائي هيدرو البيريدين، أو 2,1-ثنائي هيدرو البيريدين، أو 5,2-ثنائي هيدرو البيريدين.

### 4,1-ثنائي هيدرو البيريدين
يحضَر 4,1-ثنائي هيدرو البيريدين بشكل نقي من تفاعل البيريدين مع معقدات المغنسيوم والزنك العضوية.
من أجل الحصول على مشتقات من البيريدين ذات مستبدلات أكبر تستخدم طريقة اصطناع هانتش للبيريدين.

## الاستخدامات
تستخدم مركبات ثنائي هيدرو البيريدين في المجالات الطبية على شكل محصرات قنوات الكالسيوم من النمط L من أجل علاج فرط ضغط الدم. بالمقارنة مع محصرات قنوات الكالسيوم الأخرى من النمط L من صنف فينيل ألكيل أمين مثل فيراباميل والتي لها تأثير مباشر على القلب، فإن مركبات ثنائي هيدرو البيريدين لها آلية تأثير انتقائية على الأوعية الدموية في تخفيض ضغط الدم.